# Szabolcs (település)
Szabolcs község Szabolcs-Szatmár-Bereg vármegyében, a Nyíregyházi járásban. Fő nevezetessége a 950 körül emelt szabolcsi földvár.

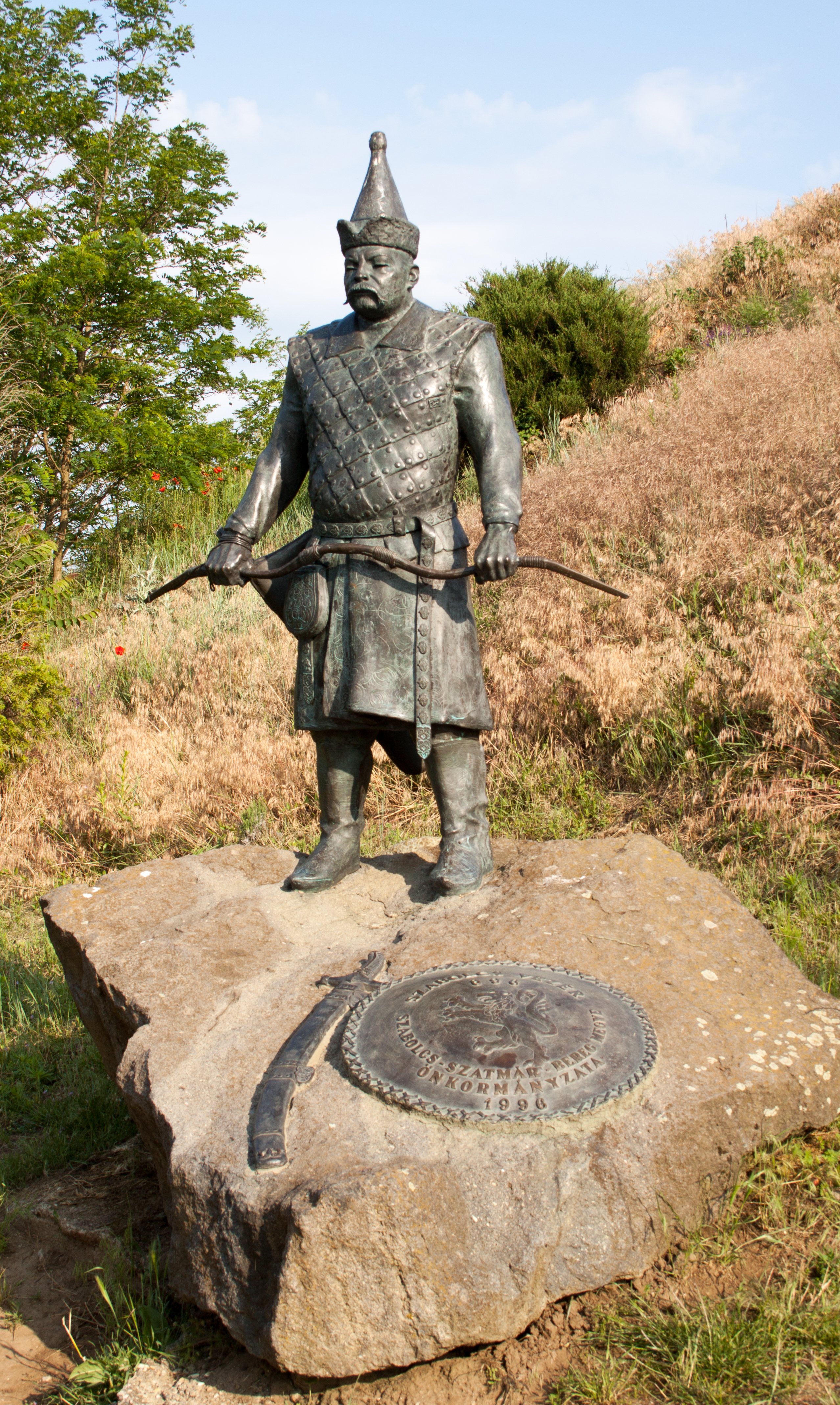
Szabolcs vezér szobra a földvár előtt

## Fekvése
Nyíregyházától mintegy 42 kilométerre északnyugatra fekszik, a Tisza bal partján, a vármegye és egyben a Nyírség északnyugati peremén, a Rétközben.
Területe 5,88 négyzetkilométer, északról a Tisza ártéri síksága, a Bodrogköz határolja. Talaj típusos lösz, éghajlata mérsékelten meleg, száraz. Felszínét a régi, feltöltődő állapotban lévő Tisza-meder-maradványok és kisebb mocsarak tagolják. A falu határát a 18. században még nagy kiterjedésű tölgyerdők borították, a folyó partját széles sávban ártéri erdők szegélyezték. Az ármentesítési munkálatokig, a 19. század végéig Szabolcs a földművelés, az állattenyésztés és az erdőhasznosítás mellett halásztelepülés is volt. Napjainkra a határ hetven-nyolcvan százalékát szántóként művelik.
A közvetlen szomszédos települések: északkelet felől Kenézlő, kelet felől Balsa, délnyugat felől Timár, északnyugat felől pedig Zalkod. [Kenézlő és Zalkod a Tisza túlpartján fekszenek, így azokkal a községnek nincs közúti kapcsolata.]

### Megközelítése
A vízi utat leszámítva csak közúton érhető el, Timár vagy Balsa érintésével, a 3821-es úton. Az ország távolabbi részei felől a legegyszerűbben a 38-as főút felől közelíthető meg, rakamazi letéréssel (a várostól mintegy 6 kilométerre északra fekszik).

## Története
Szabolcs a magyarság egyik legrégebbi települése a Tisza mellett
A falu lakó- és gazdasági épületei a 19. század végéig túlnyomórészt ártéri agyagból, földből és vályogtéglából készültek, tetőfedőként nádat használtak az akkor még csak egyutcás településen.

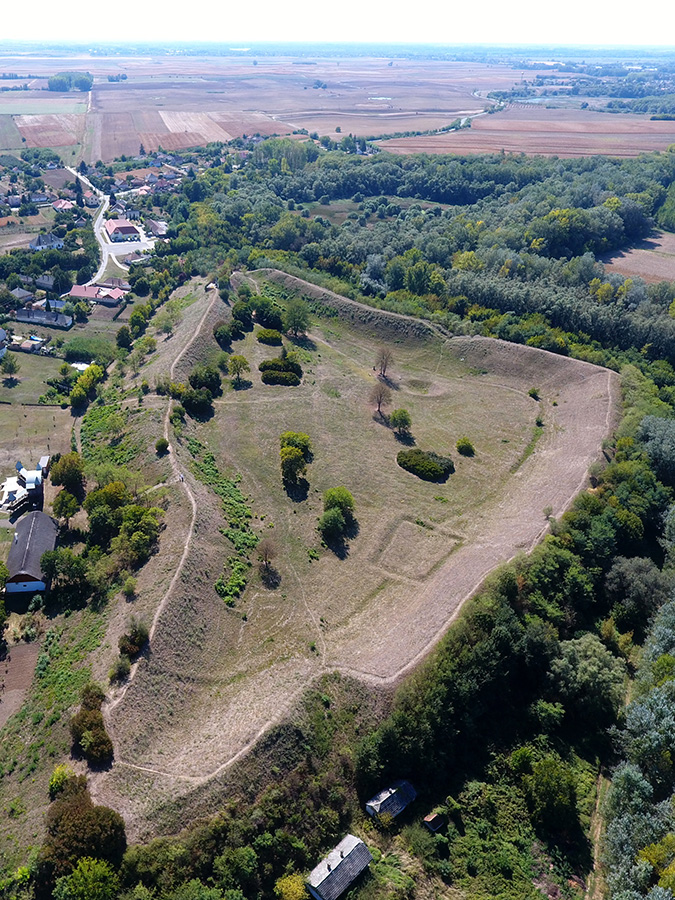
A földvár a magasból

Szabolcs környékén a véletlen és a régészeti kutatások gazdag, aranyveretes szablyákkal, aranyozott ezüstlemezzel borított tarsolyokkal eltemetett férfi és turulmadarakkal díszített hajfonatkorongos női sírokat hozott a felszínre. Ebből a kutatók arra következtetnek, hogy a 10. század első felében talán éppen Szabolcsban volt az az ötvösműhely, amely ezeket a tárgyakat készítette. S mivel ezek a leggazdagabb 10. századi temetkezések a Kárpát-medencében, többen úgy vélik, hogy itt volt a magyar nagyfejedelmek szállása is. A magyar államalapítással - Géza nagyfejedelem és Szent István korában - keletkezett szabolcsi (Petőfi utcai) temető a falunkról elnevezett királyi vármegye itt kiépült központjában élt várnépek nyugvóhelye volt.

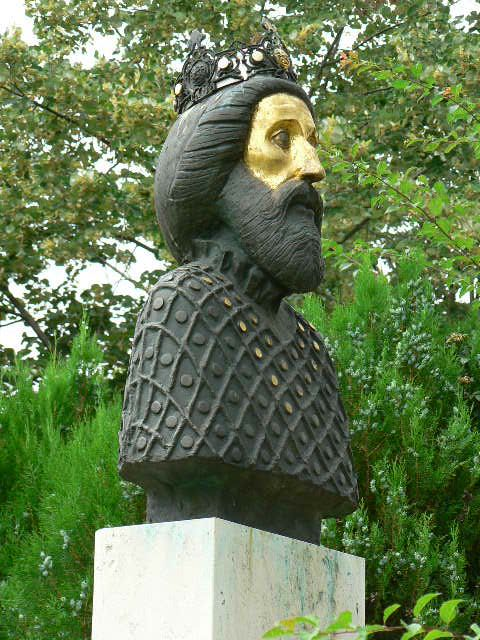
Szent László szobra a szabolcsi református templom kertjében

Az Árpád-kori megyeszékhely - a korabeli város - törvényekből ismert elméleti rekonstrukciója (a vár, az esperesi egyház, vezeklőház, tárházak, börtön, másrészt a váralja keresztelőegyháza, a szökött állatok befogadására szolgáló istállók, a piactér) ma még Szabolcsban csak részben igazolható. 1092. május 20-án I. (Szent) László király elnökletével itt összeült egyházi zsinat határozatai a magyar jogtörténet kiemelkedő alkotása, I. László király I. törvénykönyve néven maradt ránk.
A tatárjárás után - a királyi vármegyerendszer felbomlásával - a szerepét vesztett megyeszékhelyt IV. Béla király 1245-66 között a Szente-Mágócs nemzetség egyik dunántúli ágának adományozza, akik e helyről Szabolcsiaknak, később másik, adományba kapott Zemplén megyei birtokukról Olasziaknak nevezték magukat. A család 1382-ben történt kihaltával a birtok részben visszaszállt a királyra, aki ezt a Zemplén vármegyei eredetű Uporiaknak adta, részben az oldalágak, a Szabolcsiakba benősült, a forrásokban Fügedi-Fuló-Hegyaljai, végül Kisfaludi néven illetett család birtokában maradt. Az utóbbiak ellen 1418-ban és 1445 előtt az Uporiak részéről elkövetett gyilkosság miatt a Fulók a földjeiket a Szabolcs vármegyében birtokos Szakolyiaknak adták el, az Uporiak részeit - azok kihaltával - I. (Hunyadi) Mátyás király foglalta le.
Míg a falunak a Szakolyiak által bírt része az 1735 körüli időkig, a család kihaltáig birtokukban marad, addig a király adományozási jogába tartozó részre az Uporiak leányági örökösei tartottak igényt. Hol több, hol kevesebb sikerrel. Az erősebb fél jogán szerzik meg a szabolcsi birtokrészt a Bátoriak, majd utánuk a Rákócziak, ekkor a falu egyharmad része a tokaji váruradalomhoz tartozik. A török pusztítása, a tokaji vár karbantartásával járó terhek miatt a 17. század végére a település elnéptelenedett.
A Rákóczi-szabadságharc bukása után (1711) ezért kell részben magyar, részben ruszin jobbágyokkal megtelepíteni, s ezzel egy időben - bizonyára pénzbeli megváltás révén - jutott a falu új földesurak, a Garaiak, a Tőrösök s mások birtokába. Ők szintén hozták rokonságukat, így a 19. század elején már nyolc földesúré a falu, akik ott is laknak (Szemere, Mudrány, Tőrös, Dobozy, Peti, Gúthy és Gogh család).
A község az 1900-as években éli ismét a fénykorát. Ekkor építik át teljesen középkori templomát új tornyot illesztve hozzá, s a 16. század második felétől református falu új iskolát is létesít. Mindezt annak a Mudrány Andrásnak a végrendelete teszi lehetővé, aki 1892-ben kúriáját is a református egyháznak adományozza lelkészi lak (parókia) céljára. Sőt az egyházra hagyott földbirtokának a kishaszonbérbe adása lehetővé teszi, hogy a föld nélküli vagy a kisbirtokkal rendelkező falusi lakosság helyben maradjon, s ne az Újvilágban keresse a boldogulás útját.
Az 1880-ban még 651 lelket számoló falu népessége 1960-ra eléri a csúcsot: ekkor 831 fő a lakónépesség. Míg a 20. század első négy évtizedében a Tomory testvérek - a földbirtokos Zoltán, a falu főbírája és Dezsi, a falu református lelkésze - határozták meg a település mindennapjait, addig 1950 után a termelőszövetkezet lett a falu munkaadója. Ennek összevonása a szomszéd timárival, 1969-ben az önálló közigazgatás, 1976-ban az általános iskola elvesztése és a timárival való egyesítése oda vezetett, hogy a fiatalság a falut elhagyta, máshol letelepedve talált munkahelyre. Szabolcs az idősek faluja lett, lélekszáma alig 460 fő.
Igaz, kétszer a háború is átvonult a falun. 1919. július végén a Tanácsköztársaság katonái itt keveredtek tűzharcba az egyik bevonuló román hadosztállyal, s ez súlyos károkat okozott a református templomépületben, a tanítói lakban és a lelkészi lakásban. 1944. október végén pedig egy visszavonuló német alakulat felrobbantotta a templom tornyát, szerencsére a középkori templomépület nem dőlt romba, csak erősen megrongálódott. Akkor egy hónapig állt a Tisza vonalán a front, a lakosságot kitelepítették, javaikat a megszálló román és szovjet katonaság felélte.
Ma Szabolcs a múltjából él. Az 1969-ben megkezdett régészeti kutatások nyomán a 11-13. századi megyeszékhely fennmaradt emlékei beépültek előbb a mai vármegye - Szabolcs-Szatmár-Bereg -, majd az ország köztudatába. Ennek nyomán sor került a 11. századi alapítású, háromhajós román kori templom műemléki helyreállítására (1975-80), a Kárpát-medence egyik legjobb állapotban fennmaradt földvárának a karbantartására (1992 óta folyamatos munkával), a volt református parókia rendbetételére (1978-80) és múzeumi célú bemutatására. Ezek vonzzák ma Szabolcsba az idegent, ám a fogadás infrastruktúrája még éppen csak alakulófélben van. S ott vannak a Tisza regényes szépségű egykori holtágai, a Kerek-tó, a Kis-Tisza, amelyek jelentős természeti értéket képviselnek. Szabolcs jövője ezek megőrzésén, élményszerű bemutatásán és propagandáján múlik.

## Közélete

### Polgármesterei
- 1990–1994: Lakatos Dénes (független)[3]
- 1994–1998: Lakatos Dénes (független)[4]
- 1998–2002: Lakatos Dénes (független)[5]
- 2002–2006: Lakatos Dénes (független)[6]
- 2006–2010: Lakatos Dénes (független)[7]
- 2010–2014: Csegei László (független)[8]
- 2014–2019: Csegei László (független)[9]
- 2019–2024: Csegei László (független)[10]
- 2024– : Szloboda László (független)[1]

Csegei László polgármester 2024 augusztusában – jóval azután, hogy a június 9-i önkormányzati választáson újraválasztották, de még bőven azelőtt, hogy új mandátuma október 1-jével érvénybe lépett volna – lemondott posztjáról. Lemondásával egyidejűleg azt is bejelentette, hogy a júniusban elnyert mandátumát sem fogja felvenni; a település irányítását ezért ügyvezető polgármesterként az alpolgármester vehette át, október 1. után pedig erre az újonnan felállt képviselő-testület korelnöke vált jogosulttá. Az aktus miatt szükségessé vált időközi választást október 20-án tartották meg, egyetlen polgármesterjelölttel.

## Népesség
A település népességének változása:
| Lakosok száma | 372  | 382  | 413  | 409  | 335  | 347  | 343  |
|               | 2013 | 2014 | 2015 | 2021 | 2022 | 2023 | 2024 |

2001-ben a település lakosságának 99%-a magyar, 1%-a cigány nemzetiségűnek vallotta magát.
A 2011-es népszámlálás során a lakosok 98,8%-a magyarnak, 5,5% cigánynak mondta magát (1,2% nem nyilatkozott; a kettős identitások miatt a végösszeg nagyobb lehet 100%-nál). A vallási megoszlás a következő volt: római katolikus 31,6%, református 44,6%, görögkatolikus 14,8%, evangélikus 1,4%, felekezeten kívüli 1,7% (5,8% nem válaszolt).
2022-ben a lakosság 87,5%-a vallotta magát magyarnak, 2,1% egyéb, nem hazai nemzetiségűnek (12,5% nem nyilatkozott; a kettős identitások miatt a végösszeg nagyobb lehet 100%-nál). Vallásuk szerint 20,9% volt római katolikus, 28,1% református, 9% görög katolikus, 0,9% evangélikus, 0,3% egyéb keresztény, 5,4% felekezeten kívüli (35,5% nem válaszolt).

## Nevezetességei

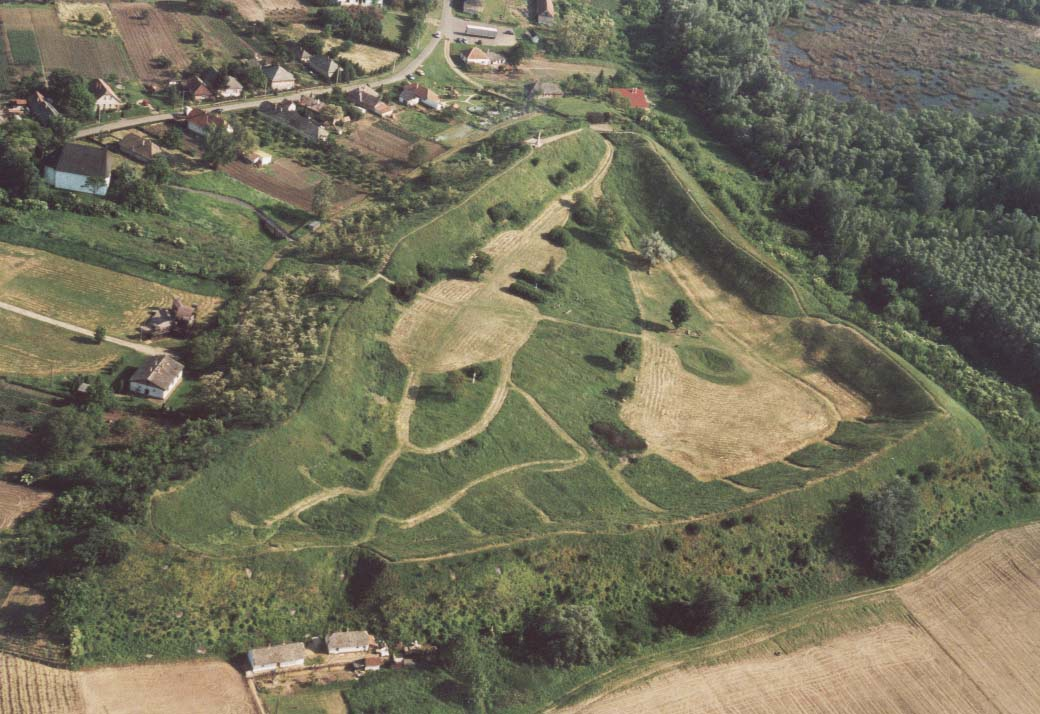
A szabolcsi földvár

- Mudrány-kúria: 18. századi késő barokk épület. Benne helytörténeti kiállítás látható.
- Szabolcsi földvár: a 9-10. században épült. Falai hatalmas területet zárnak körül, melynek növényzete védett.
- Református templom: eredetileg a 11. században, román stílusban épült. A 14. században újjáépítették, gótikus nyíláskeretekkel látták el. Műemléki helyreállítását 1978-ban fejezték be.